# Grootvorstelijk paleis van Vilnius
Het Grootvorstelijk paleis van Vilnius (Litouws: Lietuvos Didžiosios Kunigaikštystės valdovų rūmai Vilniaus žemutinėje pilyje; Pools: Zamek Dolny w Wilnie) is een paleis in Vilnius, de hoofdstad van Litouwen. Het paleis diende tot aan haar vernietiging als het politieke, administratieve en culturele centrum van de Pools-Litouwse Gemenebest. In 1801 werd het paleis afgebroken, maar in 2002 werd een nieuw paleis op de originele plek gebouwd dat in 2018 voltooid werd.

## Geschiedenis

### Grootvorstendom Litouwen
In de dertiende en veertiende bestonden er enkele stenen gebouwen op de plek van waar later het paleis zou komen en sommige archeologen zijn van mening dat er in deze tijd een houten paleis heeft bestaan. Een eerste stenen paleis werd er in de vijftiende eeuw gebouwd na een grootschalige brand die in 1419 had plaatsgevonden. De oude, defensieve werken van het kasteel van Vilnius werden afgebroken om ruimte te maken voor het paleis. Het eerste paleis werd opgetrokken in gotische stijl. Het paleis was voorzien van drie vleugels en uit onderzoek is gebleken dat het gebouw twee verdiepingen kende.
Onder grootvorst en koning Alexander van Polen werd het paleis grondig gerenoveerd en onder zijn opvolger Sigismund I werd het paleis verder uitgebreid om te kunnen voldoen aan de wensen van de nieuwe grootvorst. Hierin had zijn Italiaanse echtgenote, Bona Sforza, een belangrijk aandeel in. Er werd een extra vleugel toegevoegd en ook een extra verdieping. Volgens contemporaine bronnen was het paleis indertijd 100.000 dukaten waard. De reconstructie van het paleis stond waarschijnlijk onder de leiding van de Italiaanse architect Bartolomeo Berrecci da Pontassieve, die ook enkele andere bouwprojecten in het koninkrijk Polen onder zijn hoede had.
In de zestiende eeuw werd het paleis verbouwd in de renaissancestijl en daar waren verschillende Italiaanse architecten bij betrokken. Onder Sigismund III werd het paleis weer aangepast naar de barokstijl. In 1634 werd in het paleis ook de allereerste operavoorstelling in Litouwen in het grootvorstelijk paleis gegeven. Nadat de Russen in 1655 Vilnius kortstondig veroverden werd het paleis behoorlijk beschadigd en geplunderd. Na de val van de Pools-Litouwse Gemenebest leefde er verschillende families in het paleis, maar nadat Litouwen officieel deel ging uitmaken van het Russische Keizerrijk werd er de opdracht gegeven tot de afbraak van de restanten van het paleis.

### Russische periode
Het laatste restant van het paleis werd eigendom van de handelaar Abraham Schlossberg, maar na de Novemberopstand werd zijn huis opgekocht door het Russische leger die hun arsenalen in de buurt hadden. Nadat Litouwen zijn onafhankelijkheid verkreeg in 1918 na de Eerste Wereldoorlog werd het Schlossberg Huis het hoofdkwartier van het Litouwse leger. Tijdens de Tweede Wereldoorlog werd het een kantoor van de Duitse wehrmacht en na de terugkeer van het Sovjetgezag werd het een cultureel pionierspaleis.

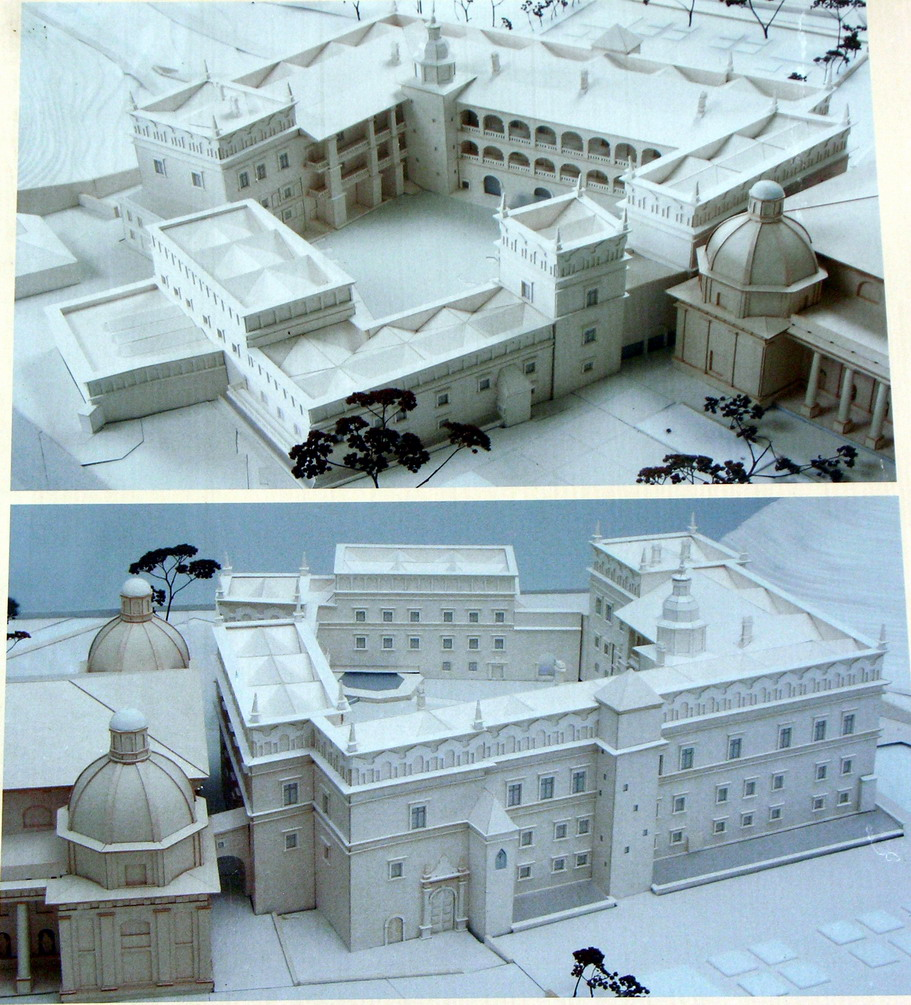
Het ontwerp van Rimas Grigas voor de herbouw van het paleis dat is uitgevoerd

### Constructie
Na de val van het IJzeren Gordijn in 1989 werd Litouwen wederom onafhankelijk en werd er begonnen met archeologische opgravingen rondom het paleis. Begin jaren negentig waren er verschillende plannen van wat er met de archeologische plek moest gebeuren. Het plan om een gebouw te bouwen dat op het origineel leek kreeg veel positieve politieke respons, waaronder van president Algirdas Brazauskas. In de loop der jaren werd er vervolgens veel gedebatteerd over wat de functie moest worden van het paleis en uiteindelijk werd er gekozen om er een paleiselijk museum van te maken.
In 2002 werd begonnen met de bouw. Gedeelten van het Schlossberg Huis werden onderdeel van de oostelijke vleugel van het nieuwe paleis. Vanuit historici was er veel weerstand tegen de bouw van het paleis. De bouw zou volgens hen het architecturele landschap van de stad enorm veranderen en de kathedraal van Vilnius en de Gediminastoren in de schaduw zetten. In 2013 werd Blok A van het paleis opgeleverd voor het publiek en geopend op de 760ste kroningsdag van Mindaugas. Tussen 2014 en 2018 werd Blok B gebouwd en dit gedeelte opende exact vijf jaar na de opening van Blok A.